# Björnbergets naturreservat, Bergs kommun
 Björnbergets naturreservat är ett naturreservat i Bergs kommun i Jämtlands län.
Området är naturskyddat sedan 2021 och är 2,1 kvadratkilometer stort. Reservatet ligger nordväst om Överhogdal nordost om Björnberget och består av gammal granskog och några nedlagda fäbodar. 